# جاد خاطر
جاد خاطر
(21 يونيو1991-) 
، ممثل  لبناني

## حياته ومشواره المهني
،تخرج من المعهد العالي للفنون المسرحية
إعلانات تلفزيونية كما وشارك في مسلسل “عيلة متعوب عليها” لمروان نجار ولعب دور سام وفي “كواليس المدينة” لغادة عيد حيث أدّى دور وليد.و في عدة أفلام قصيرة، أبرزها دور “جونيور” الذي قام  به في فيلم “And Action”.

## أعماله
| سنة الإنتاج | اسم المسلسل      | الشخصية |
| ----------- | ---------------- | ------- |
| 2019        | متل الحلم        | جاد     |
| 2019        | ثواني            | هشام    |
| 2019        | بيروت سيتي       | ألبير   |
| 2017        | لآخر نفس         | سامر    |
| 2017        | كواليس المدينة   | وليد    |
| 2017        | عيلة متعوب عليها | وسام    |

### في السينما
| سنة الإنتاج | الفيلم       | الشخصية |
| ----------- | ------------ | ------- |
| 2017        | آند أكشن     | جوكر    |
| 2017        | آز وي جو     |         |
| 2013        | فاليت باركنغ |         |

### في المسرح
| سنة الإنتاج | المسرحية | الشخصية |
| ----------- | -------- | ------- |
| 2019        | هوس      | أنتوني  |
| 2013        | رسالة حب |         |